# Barcelona lament
Barcelona lament és una pel·lícula espanyola de thriller estrenada el setembre de 1990 que va ser el llargmetratge de debut com a director i guionista de Luis Aller. Ha estat doblada al català. Influïda pel cinema estatunidenc clàssic i per Jean Luc Goddard, Aller la va definir com a "experimental, abstracta i onírica.

## Argument
Barcelona, 1994. Pau Arrese és un jove que manté una relació amb Gloria, per unes coincidències desafortunades acaba tancat a la presó. Això li fa percebre que esta perdent el control de la seva vida. Dins de la presó fa amistat amb David Velasco, un petit delinqüent que fa treballs per un mafiós. Un cop surt de la presó, juntament amb David, es veurà embolicat en certs afers que el portaran al punt més baix de la seva existència. Es refugia al món dels somnis i tots els personatges es tornen a trobar a Barcelona la nit de cap d'any de 1999.

## Repartiment
- Luis Fernando Alvés... Pau Arrese
- Maru Valdivielso... Glòria
- Pep Munné... David Velasco
- Blanca Pàmpols... Rosa
- Josep Minguell... Amo Pensió
- Ariadna Gil... Miranda
- Ramon Teixidor ... Policia Pensió
- Manuel de Blas... Pedro Merlo
- Eulàlia Ramon... Sònia
- Núria Monclús ... 	Amiga Sònia
- Arnau Vilardebó... Capellà Borratxo
- Joaquín Llovet ... 	Home I Bar

## Premis
- 36a edició dels Premis Sant Jordi de Cinematografia: millor opera prima[5]